# Saint-Connan

Saint-Connan este o comună în departamentul  Côtes-d'Armor, Franța. În 1 ianuarie 2022 avea o populație de 297 de locuitori.